# Siemienkowo (rejon totiemski)
Siemienkowo (ros. Семенково) – wieś w Rosji, w rejonie totiemskim obwodu wołogodzkiego. W 2010 r. liczyła 6 mieszkańców.